# キル・ボクスン
『キル・ボクスン』（原題：ハングル: 길복순; RR: Gilbogsun、英題：Kill Boksoon）は、2023年公開の韓国のクライム・アクション映画。
ビョン・ソンヒョンが脚本と監督を担当し、チョン・ドヨンやソル・ギョング、イ・ソム、ク・ギョファンが出演している。2023年3月31日にNetflixで配信された。

## あらすじ
暗殺請負業界の伝説的な殺し屋ギル・ボクスン（チョン・ドヨン）は、会社との契約更新を迫られる中、避けられない対決に巻き込まれることになる。

## キャスト
※括弧内は日本語吹替。

### メイン
- ギル・ボクスン - チョン・ドヨン[7][8]（山崎美貴）
  - 若き日のギル・ボクスン - Park Se-hyun[9]

シングルマザーで、大手暗殺請負企業「MKエンターテインメント（MK. ENT）」所属の伝説級な腕前を持つ殺し屋。業界関係者からは、尊敬を込めて「キル・ボクスン」と呼ばれていて、Aクラス級の依頼を受ける。子育てに日々悩む生活を送る。高校生の頃に、ミンギュ代表と出会ったことで、殺し屋の世界へと足を踏み入れた。
- チャ・ミンギュ - ソル・ギョング[8]（郷田ほづみ）
  - 若き日のチャ・ミンギュ - イ・ジェウク[10]

MK. ENTの代表。自身もAクラス級の依頼をこなせるほどの実力を持つ殺し屋。ボクスンの先輩でもある。
- チャ・ミンヒ - イ・ソム（英語版）[8]（嶋村侑）

MK. ENTの理事。ミンギュの妹。兄に対して異常な執着を見せる。
- ハン・ヒソン - ク・ギョファン[8]（鈴村健一）

MK. ENT所属の殺し屋。ボクスンの後輩だが、彼女とは仕事の同僚以上の関係を築いている。
- ギル・ジェヨン - キム・シア（英語版）[11][8]（川勝未来）

母の職業について何も知らないボクスンの娘。母親との関係は悪い。

### 助演
- キム・ヨンジ - イ・ヨン（英語版）[12]（藤原夏海）

大手暗殺請負業者のMK. ENTの新人殺し屋だが、まだデビュー前の訓練生。キル・ボクスンに憧れている。
- Park Kwang-jae
- チャン・インソプ（英語版）
- チェ・ビョンモ（英語版）
- キム・ソンオ[10]
- Kim Ki-cheon
- キ・ジュボン（英語版）
- Kim Jun-bae
- チャン・ヒョンソン（英語版）

### 特別出演
- ファン・ジョンミン[13]

その他の吹替キャスト
佳月大人、露崎亘、バトリ勝悟、三瓶雄樹、及川いぞう、佐々木祐介、佐藤せつじ、津嘉山寿穂、坂本佳史、ちふゆ、木村香央里、滝佑里、佐藤祐四、高野憲太朗、小野寺悠貴、唐沢龍之介、ふくまつ進紗、飯野茉優、平井貴大、中村綾、村田遥、唐戸俊太郎

## 製作

### キャスティング
2022年1月4日、本作の主役にチョン・ドヨンを起用し、ソル・ギョングやイ・ソム、ク・ギョファンがキャスティングされたことが確認された。

### 撮影
2022年4月7日、女優のチョン・ドヨンが撮影中に負傷したことで撮影が中断されたが、病院で治療を受けた後、現場に復帰し撮影を続行したと報道された。

## 公開
本作は、第73回ベルリン国際映画祭のベルリナーレ特別部門に正式招待され、2023年2月18日にワールドプレミア上映された。2023年3月31日にNetflixで独占配信される予定である。

## 日本語版
- スタジオ - ACクリエイト
- 演出 - 打越領一
- 翻訳 - 福留友子
- 調整 - 北浦祥子
- 録音 - 黄嘉晋
- 制作進行 - 生畑国あかね